# Siikajoki
Siikajoki es un municipio de Finlandia. Se localiza en la provincia de Oulu y es parte de la región de Ostrobotnia del Norte. El municipio tiene una población de 5,519 (junio, 2015) y cubre un área de 1653.96 km² de los cuales 601.94 km² son agua. La densidad de población es de 5.25 habitantes por kilómetro cuadrado. Sus municipios vecinos son Hailuoto, Liminka, Lumijoki, Raahe y Siikalatva.
El municipio es monolingüe y su idioma oficial es el finés.

## Historia
El actual municipio consiste en tres antiguos municipios de Paavola y Revonlahti, que se fusionaron con el municipio de Ruukki en 1973, y el municipio de Siikajoki, fundado en 1868. Los municipios de Ruukki y Siikajoki fueron disueltos y reemplazados por el nuevo municipio de Siikajoki el 1 de enero de 2007.